# Braak (Bosau)
Braak ist eine Dorfschaft in der Gemeinde Bosau im Kreis Ostholstein in Schleswig-Holstein mit ca. 300 Einwohnern und liegt rund vier Kilometer südlich von Eutin an der L184. Es ist außerdem Standort der Freiwilligen Feuerwehr Braak-Klenzau. Durch Braak fließen die Schwartau und die Majenfelder Au (auch Braaker Au).

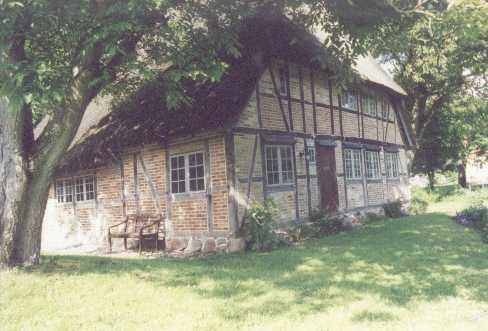
Wilhelm-Wisser-Kate in Braak

## Geschichte

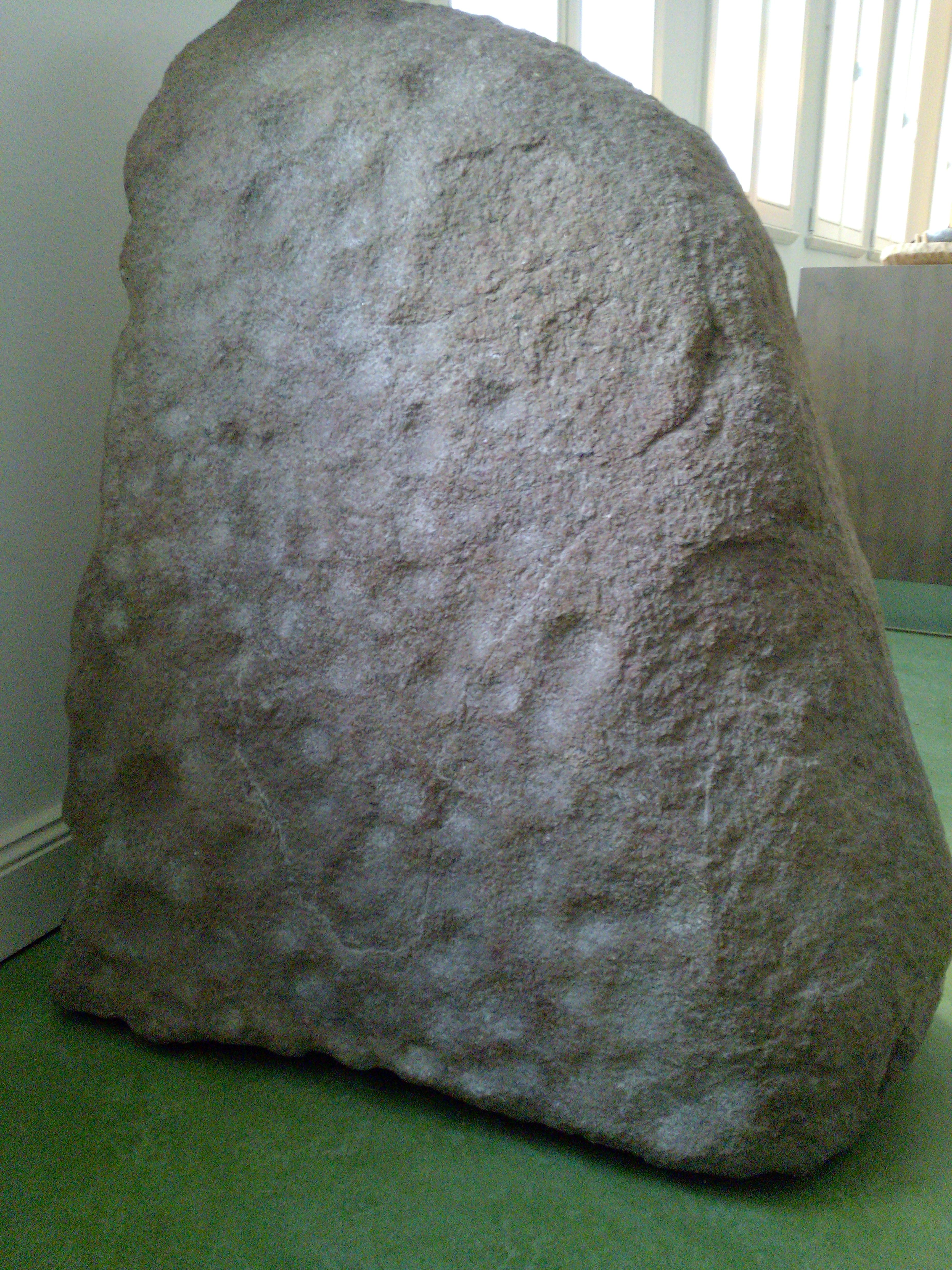
Schalenstein aus Braak

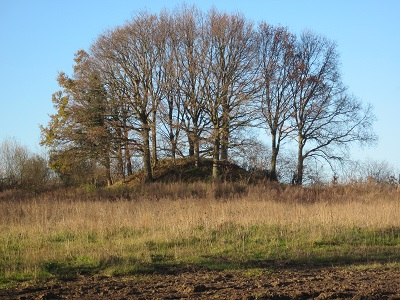
Wittwieverbarg bei Braak (Bosau), jungsteinzeitlicher Grabhügel

Im Braaker Moor in der Nähe von Braak wurde 1948 ein Brandplatz auf einem Torfbuckel von Torfstechern zur Hälfte zerstört. Er stammt wahrscheinlich aus der älteren vorrömischen Eisenzeit. Es handelte sich um eine 50–70 cm starke Brandschicht, in der sich faustgroße ausgeglühte Steine und mit Kohlestaub durchsetzter Steingrus abwechselten. Darin waren stark zersetzte Tonscherben eingelagert. 50–70 m entfernt wurden zwei anthropomorphe Holzfiguren gefunden, ein Mann und eine Frau, die nach der 14C–Methode in die gleiche Zeit datiert wurden. Auch Holzgeräte wurden in der Nähe gefunden. Der Ort wird als Opferplatz gedeutet.
Vor etwa 2500 Jahren schufen die hier ansässigen Menschen für ihre Kulthandlungen zwei Pfahlgötzen. Bei diesen handelt es sich wahrscheinlich um Fruchtbarkeitssymbole, so dass zu vermuten ist, dass es sich um einen Opferplatz insbesondere für Fruchtbarkeitsrituale gehandelt hat. Die beiden Figuren, auch Götterpaar von Braak genannt, von 2,30 und 2,80 Meter Größe befinden sich heute im archäologischen Landesmuseum im Schleswiger Schloss Gottorf. Das Aukamper Moor war vermutlich über einem längeren Zeitraum ein zentraler Opferplatz und Mittelpunkt religiöser Handlungen.
Des Weiteren wurde ein großer Schalenstein in einer Mauer vor dem Harmsschen Gehöft in Braak entdeckt. Er diente dort als Torpfosten, bevor ihn Rektor Gustav Peters aus Eutin fand. Die Oberfläche des Steins ist mit hunderten kleiner Vertiefungen (Schalen) versehen. Die Deutung dieser aus der Jungsteinzeit stammenden Schalensteine ist schwierig. Vermutlich dienten sie als Opfersteine.
Seit April 1987 steht der Stein im Museum zeiTTor in Neustadt in Holstein.
Östlich von Braak in der Nähe der Braaker Mühle sind die Überreste einer Burganlage aus dem 13. Jahrhundert zu erkennen.
Der Ringgraben hat etwa einen Durchmesser von 30 Metern, der Turmhügel ist noch mit 5 Meter Höhe zu erkennen.
Die Braaker Wassermühle wurde 1527 am Zusammenfluss der Schwartau und des Neudorfer Grabens errichtet.
Nördlich von Braak befindet sich der als „Wittwieverbarg“ bezeichnete jungsteinzeitliche Grabhügel.

## Sonstiges
Braak ist seit 1987 anerkannter Luftkurort. Die Ostsee ist ca. 10 km entfernt.

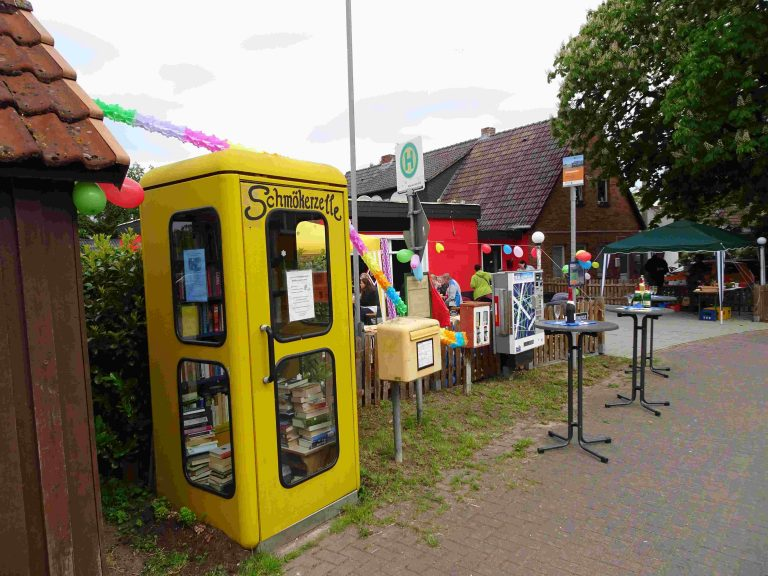
„Schmöckerzelle“: öffentlicher Bücherschrank in Braak an der L184

Seit dem 1. Juni 2014 steht die erste Bücherzelle des Kreises Ostholstein in Braak.
Freiwillige Helfer aus der Dorfschaft haben seinerzeit die ausrangierte Telefonzelle aus Michendorf nach Braak geholt und zentral im Dorf an der Bushaltestelle an der L184 (Wilhelm-Wisser-Straße) aufgestellt.

## Persönlichkeiten
- Wilhelm Wisser (1843–1935), Märchensammler
- Johann Heinrich Böhmcker (1896–1944), Bremer Bürgermeister